# イマーム派
イマーム派（イマームは, アラビア語: امامية, EI方式カナ転写: Imāmiyya）は、十二イマーム派の別名、あるいは、8世紀前半頃のシーア派の一分派で、アリー以降のイマーマ（カリフ位）の継承がファーティマの子孫によりなされるとした一派のことである。本項では後者について詳述する。
イマーム派はジャアファル・サーディクの信奉者を母体にしており、ジャアファルの死没（765年）後は、イマーマが長男のイスマーイールに受け継がれたと考える者たちのグループと、その弟のムーサーに受け継がれると考える者たちのグループなどに分かれた（#イマーム派の分派）。イスマーイール派は前者の流れに属し、十二イマーム派は後者の流れに属す。イマーマが血縁によって世代を超えて受け継がれることや、イマームの不可謬性といった独特のイマーム論がイマーム派により論じ始められた（#イマーム論）。

## ラーフィダ
ラーフィダ（al-Rāfiḍa; 文字通りには「拒絶する者」「否認者」を意味する）はシーア派全体を指すことも多いが、狭義には、イマーム派の源流となったグループ proto-Imāmiyya である。クーファにおけるザイド・ブン・アリーの蜂起（740年）に際し、一部の、最終的にザイドを拒絶したクーファのシーア派は、マディーナに住むジャアファル・サーディクに支持を鞍替えした。「ラーフィダ」はザイド派によるイマーム派の他称であり、元来は侮蔑的な意味合いを持たされていた。
イマーム派はしかし、この他称をすぐにポジティブな意味への読み替えを行った。スライマーン・ブン・ミヒラーン・アァマシュが伝えるジャアファル・サーディクのハディースによると、ファラオを拒絶してモーセを選んだエジプトの民が神により「ラーフィダ」と呼ばれたことを、ジャアファルは指摘したという。すなわち侮蔑的な呼名「ラーフィダ」は、悪を拒絶する者たちと読み替えられた。

## イマーム論
ラーフィダ思想はクーファに立ち現れ、8世紀（ヒジュラ暦2世紀）の終わりまでにはゴムにも飛び火した。

## イマーム派の分派
12世紀の分派学者シャフラスターニーによると、イマーム派の共同体は後年、さらに次の6派に分派したという。
バーキリーヤとジャアファリーヤムハンマド・バーキルとジャアファル・サーディクが不死であり、単に姿を隠しているにすぎないと信じたグループ。
ナーウースィーヤジャアファル・サーディクがまだ生きており、後日、マフディーとして現れると信じたグループ。
アフタヒーヤジャアファル・サーディクの死没時に最も年長の男子アブドゥッラー・アフタフを7番目のイマームとして支持したグループ。アフタフはムルジア派に傾倒したとされる。
シュマイティーヤジャアファル・サーディクの四男ムハンマド・ディーバージにイマーマが受け継がれたとするヤヒヤー・イブン・アビー・シュマイトの説を支持したグループ。
ムーサーウィーヤとムファッダリーヤジャアファル・サーディクが亡くなったあとに、ムーサー・カーゼムにイマーマが渡ったと主張した者たち。
イスマーイーリーヤジャアファル・サーディクが亡くなったあとに、イスマーイールにイマーマが渡ったと主張した者たち。彼らの主張によれば、イマーマはイスマーイールか、あるいはその息子のムハンマドの死とともに消滅したという。
イスナーアシャリーヤいわゆる「十二イマーム派」。イスナーアシャリーヤは、イマーマがムーサー・カーゼムを経由してハサン・アスカリーまで継続していると信じた者たちの中から台頭したグループである。ハサン・アスカリーが子供を残さず亡くなったとき、シーア派全体に大きな動揺が生じた。シャフラスターニーによると、イスナーアシャリーヤは、ハサン・アスカリーには幼い男子がいたが、殺害されることを恐れて、側近を除いて秘密にしていたと主張した。その男子の名前はムハンマドといい、イマームとして待望される者である。
上述のシャフラスターニーの伝えるイマーム派共同体の分派は、ジャアファル・サーディクの死没（765年）をきっかけにしている。十二イマーム派の信条によると、ムーサー・カーゼムは少年の頃に父からイマーム職を受け継ぐ後継者としてナッス（指名）を受けていたとされる。しかしシャフラスターニーなどによると、ジャアファル・サーディクは長男のイスマーイールにナッスを授けていたようである。そのイスマーイールは父より先に、子を残さず亡くなった。さらに次男のアブドゥウラー・アフタフも父の亡くなった数週間後に亡くなった。ハサン裔のファーティマを母とするイスマーイールとアブドゥッラーの兄弟とは異なり、アンダルスの奴隷女を母とするムーサーの名前が歴史的資料に現れ始めるのは、ほぼこの後に限られる。当時のシーア派共同体の指導的立場にあった思想家の中には、ヒシャーム・ブン・ハカムなどムーサーのイマーマ継承を支持する者もいたが、支持するか否かの判断を保留した者もいる。
シャフラスターニーの伝える「イスマーイーリーヤ」は、後年の「イスマーイーリーヤ」すなわち、いわゆる「イスマーイール派」（ファーティマ朝系、カルマト派を問わず）とは、その主張するところがかなり異なり、『イスラーム百科事典第2版』などは proto-Ismā‘īlī（原イスマーイール派）と呼んでいる。